# Villa Basilio Nievas
Villa Basilio Nievas est une ville et le chef-lieu du Département de Zonda, dans la province de San Juan en Argentine. Elle est située à l'ouest de la ville de San Juan, la capitale provinciale.